# Costa Smeralda
Die Costa Smeralda ist ein Teil der nordöstlichen Küste Sardiniens. Im Norden wird dieser ca. 20 Kilometer lange Abschnitt von Palau und im Süden von Olbia begrenzt. Der Name stammt von der dortigen smaragdähnlichen Farbe des Wassers.

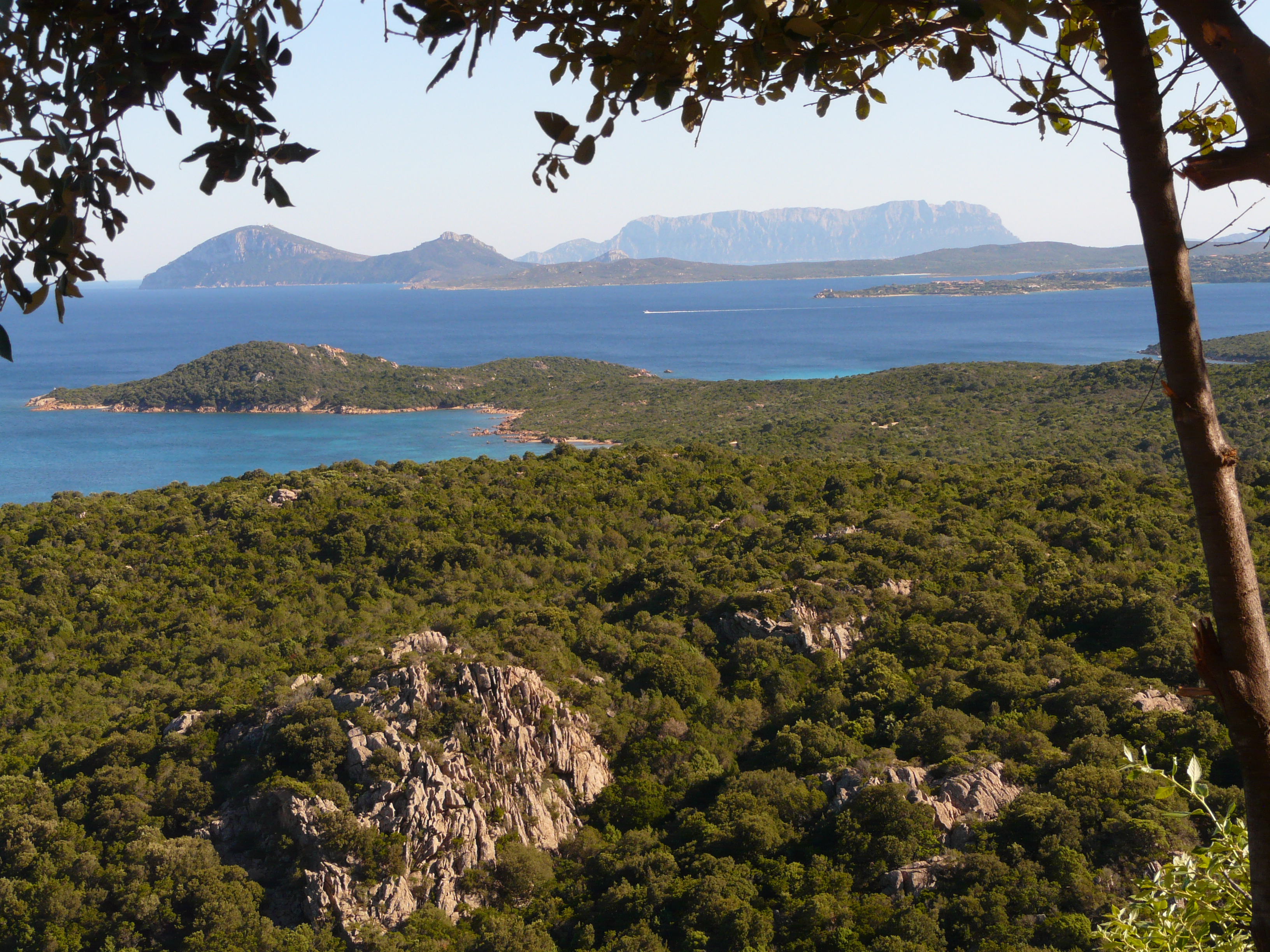
Die Costa Smeralda – Blick Richtung Südosten von der Strada Provinciale 94, ca. 3 km vor Abbiadori: Landzunge Petra Ruja, Halbinsel Golfo Aranci, Insel Isola Tavolara

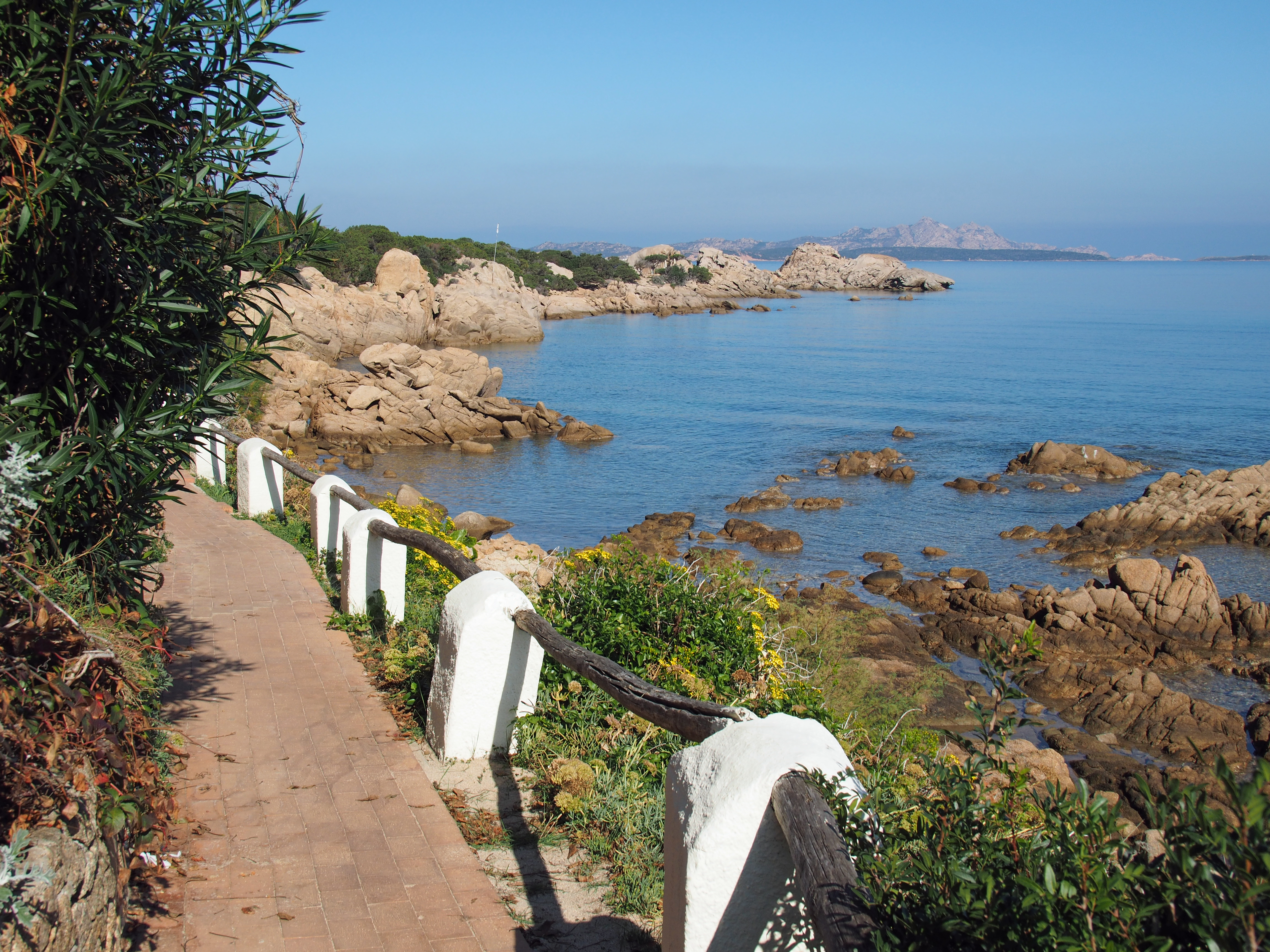
Felsiger Küstenabschnitt bei Baja Sardinia

Die Küste ist stark zerklüftet und hat neben vielen schroffen Felsen auch einige wenige feine Sandstrände. Nordwestlich des Yachthafens von Porto Rafael (Kommune Palau) geht die Costa Smeralda in die Costa Serena über, die mit weitläufigen Dünenstränden einen anderen Charakter aufweist.
Porto Cervo ist das touristische Zentrum der Costa Smeralda, das sich als Urlaubsort des internationalen Jetsets etabliert hat.

## Trivia
- Teile des James-Bond-Films Der Spion, der mich liebte wurden hier 1976/1977 mit Roger Moore gedreht.[1]
- Jährlich im September findet hier die Segelregatta Rolex Swan Cup statt, die vom Yacht Club Costa Smeralda ausgerichtet wird.